# Maite Andreu
María Teresa Andreu Rodríguez (nacida el 26 de enero de 1971), conocida como Maite Andreu o Mayte Andreu, es una exjugadora española de balonmano. Compitió en los Juegos Olímpicos de Verano de 2004, donde España terminó sexta. Consiguió 12 títulos nacionales y, además, es una de las pocas jugadoras españolas que pueden presumir de tener una Copa de Europa en sus vitrinas.

## Trayectoria
Jugadora profesional de balonmano desde 1989 hasta 2006, inició su carrera como deportista en el Club Balonmano Almoradí, en 1983, donde permaneció hasta 1989, año que firmó por el UNASYR de División de Honor. De ahí saltó al Club Amadeo Tortajada, donde permaneció una temporada tan solo y jugó los siguientes seis años con el Club Mar Valencia. Volvió a jugar otros 6 años bajo la camiseta del Ferrobús, y finalizó su carrera deportiva en el Astroc Sagunto.

### Palmarés
- Campeona de Europa de Clubes: 1996–1997
- Campeona de la Recopa de Clubes: 1999–2000
- 5 campeonatos de Liga
- 3 Supercopas de España
- 1 Copa ABF
- 1 Supercopa de Europa
- 3 Copas de la Generalidat Valenciana

### Distinciones individuales
- Mejor jugadora de la Copa de La Reina en 2003[4]

## Selección Española
Con la selección española de balonmano jugó los Juegos Olímpicos de Verano de 2004 conquistando un diploma olímpico al terminar sexta. Internacional absoluta en 80 ocasiones, convirtió un total de 229 goles con las guerreras. Además, consiguió la medalla de plata de los Juegos del Mediterráneo en 2002.
En su primer partido con la selección en 1996, ante la selección noruega, en un encuentro de clasificación para el Campeonato de Europa anotó 4 tantos. Su último partido fue también contra la selección noruega en el encuentro por el 5.º puesto de los Juegos Olímpicos de Atenas 2004.

## Homenajes
En el año 2013 el Ayuntamiento de Almoradí le concedió la Medalla de Oro al mérito deportivo de la ciudad. Además se aprobó el poner una calle con su nombre (aunque no se llegó a materializar). En el año 2016 le pusieron al pabellón del polideportivo de la ciudad su nombre.
Medalla e insignia de Bronce de la Real Federación Española de Balonmano en 2001.